# Rolls-Royce Phantom IV
O Phantom IV foi o modelo mais exclusivo da Rolls-Royce e um dos mais elitistas da história do automóvel. Foram feitas apenas dezoito unidades entre 1950 e 1956, dezessete dos quais foram vendidos apenas para os membros da realeza e chefes de Estado, tornando-o o uma raridade na indústria automobilística. Dezesseis preservados em coleções e museus públicos e privados.

## Características

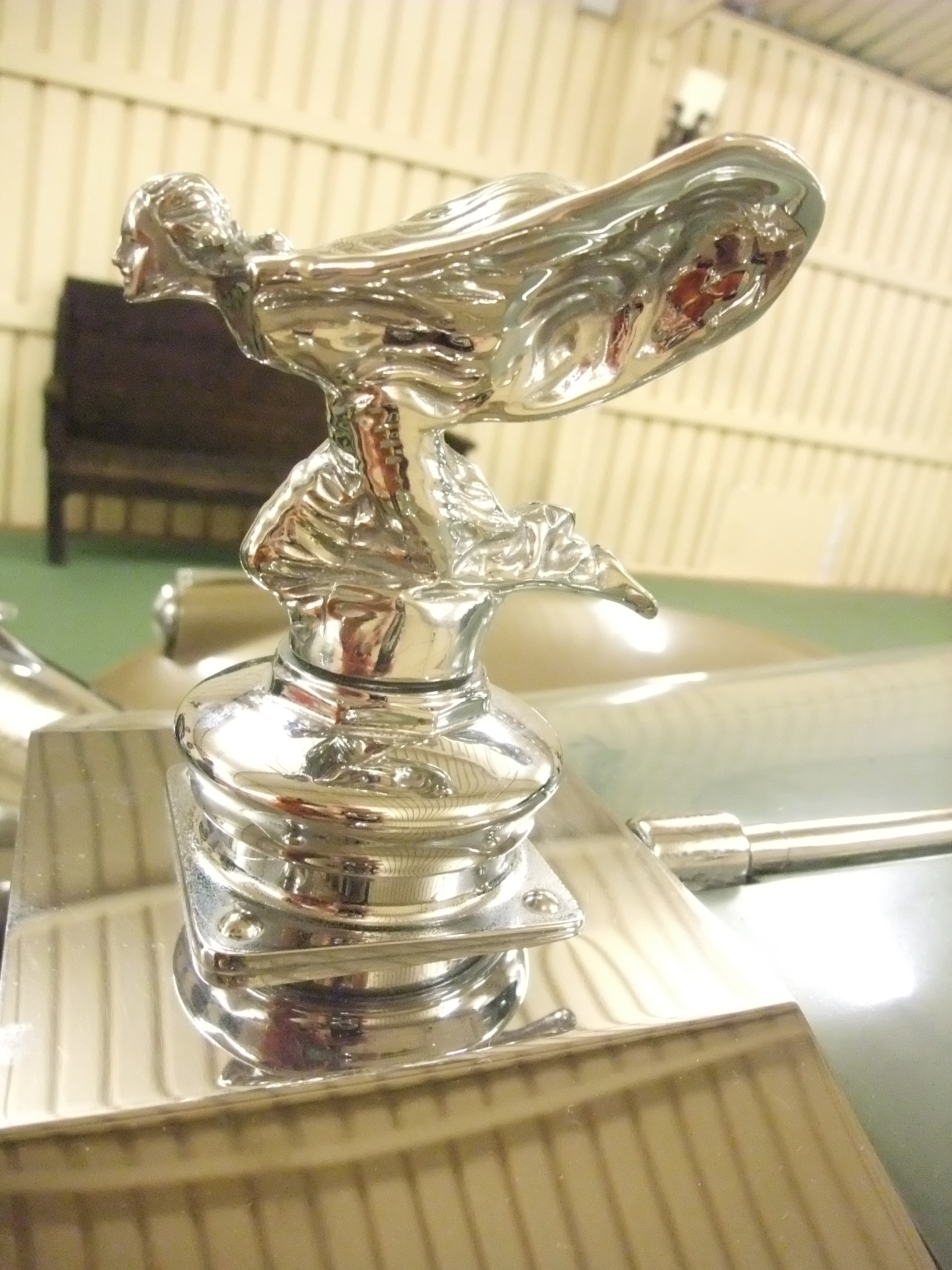
Versão alternativa do Espírito do Êxtase produzida entre 1934 e 1939 e 1946 e 1956.

A criação do Phantom IV foi uma mudança na política do fabricante, como anteriormente rejeitados produzir um carro de alta gama e gran luxo após o fim da II Guerra Mundial.
O chassis diferiu se dos primeiros modelos do pós-guerra, a Rolls-Royce Silver Wraith e Bentley Mark VI, além de um maior tamanho, em ter um motor com maior cilindrada e potência, tanque de combustível enchimento do depósito de pescoço em ambos lados, uma barra adicional sobre a parte central do quadro e dez pernos por cada roda.

Para este projeto, foi desenhado um motor de 5675 cc e 165 cavalos de potência, o suficiente para mover-se mais de duas toneladas de peso destes autênticos "carroças motorizadas". Este baseou-se numa motor de oito cilindros pertencentes à Gama B. nomeado Especificamente derivado de um B80, os três últimos de um B81, ambos usados em ambos os veículos militares e comerciais.
O P. IV é o único modelo da Rolls-Royce equipado com um motor de oito cilindros em linha, que lhe permite viajar longas distâncias a uma velocidade muito baixa, uma característica importante em um desfile cerimonial e carro, mas também pode atingir uma velocidade máxima 160 kmh.
Todos as carrocerias desta série exclusiva foram desenvolvidos por carroceros independentes ea maioria dos capuzes coroadas com a posição Espírito versão genuflexa de Ecstasy, que tinha sido apresentado em 1934  e usado em diferentes modelos.
Características mais destacadas:

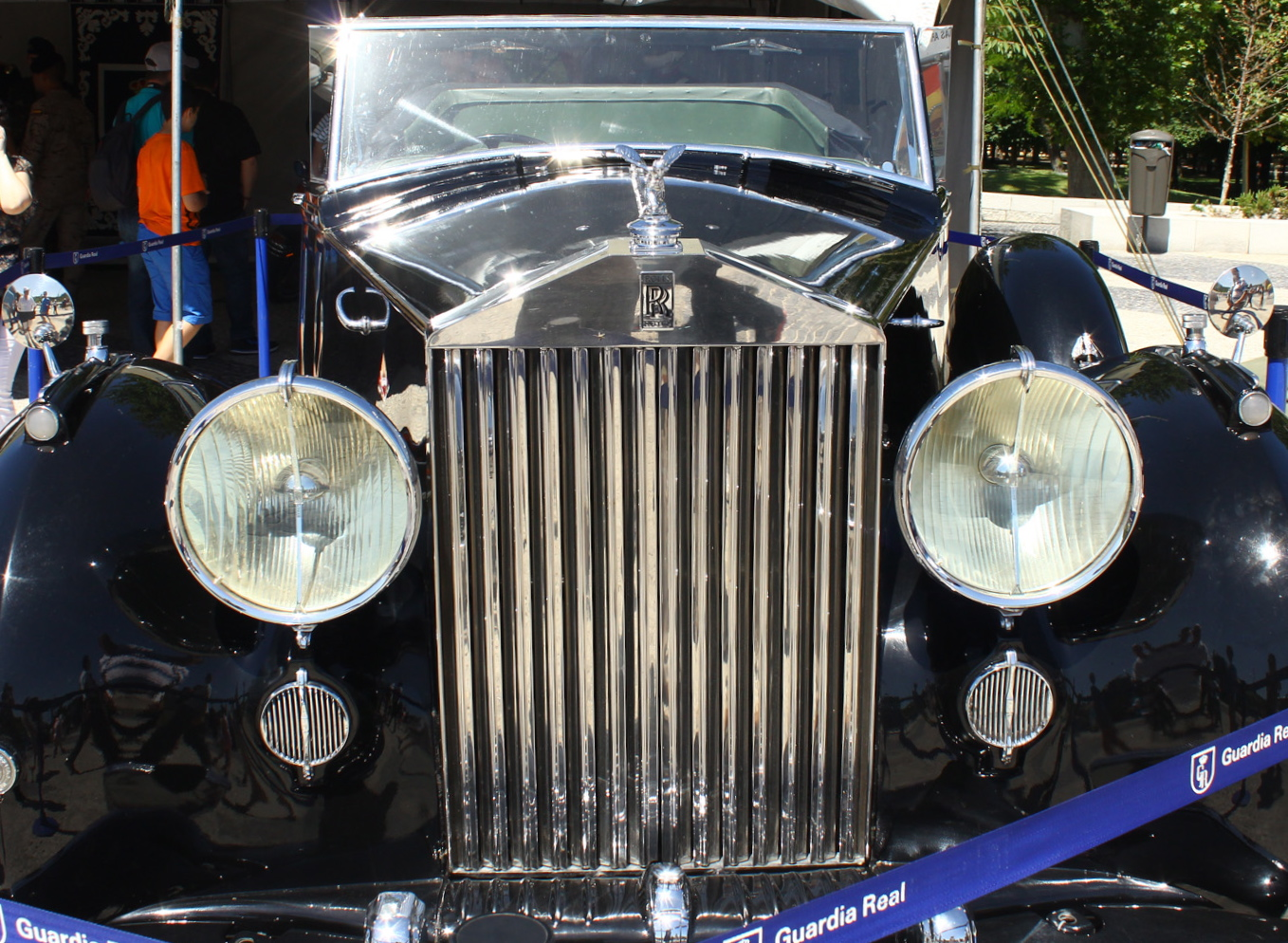
A emblemática grade do radiador parece plana, sendo, na realidade, milimetricamente convexa. O design frontal seguiu princípios estabelecidos pelos gregos antigos na construção da fachada do Partenon.

- Motor; monobloco de ferro fundido de 8 cilindros 5675 cc na série A e B, com as válvulas de admissão e de escape vertical, 8 Side, liga de alumínio da cabeça do cilindro e alimentação carburador Stromberg e 4 bombas. A série C que pertencem apenas a última de três Fantasma IV tem uma versão melhorada de 6515 cc. Foi a política da empresa de não revelar a potência do motor, mas é creditado com cerca de 165 hp, 195 hp série C.
- Caixa de marchas de 4 velocidades, a primeira não sincronizada, depois caixa de 4 velocidades automática Hydramatic a partir da unidade 4BP5.
- Suspensão dianteira independente com molas helicoidais e amortecedores hidráulicos e traseiros molas semi-elípticas e amortecedores hidráulicos.
- Os freios a tambor 4 rodas servo.
- Endereço parafuso.
- Rodas disco de aço de 17 polegadas com Dunlop Fort C 7 x 17 polegadas da série A. A série B e C montado pneus 8 x 17 polegadas.
- Ele tem uma espaçosa e luxuosa cabine equipada com os mais modernos confortos da época.
- Corpos de linhas clássicas com uma estética dos anos 30 (excepto na unidade 4AF6). Apesar de seu tamanho considerável foram projetados de tal forma que provar proporcional e equilibrada.

## História e origens
No momento, pedidos não são mais aceitos— Royal Rolls-Royce, publicado em 7 de julho de 1950, na revista britânica Autocar, que descreve em detalhes o primeiro Phantom IV

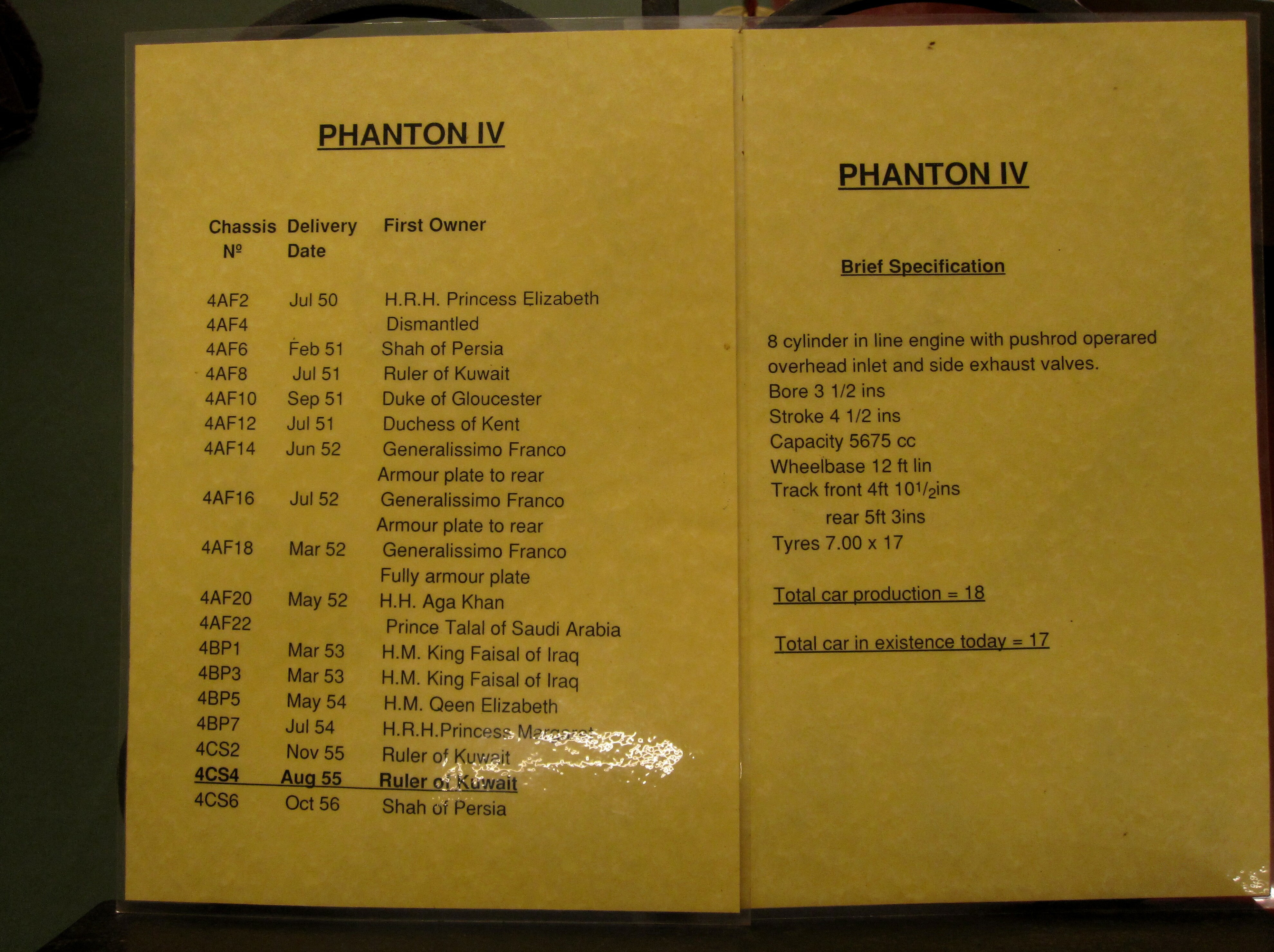
Tabela de especificações do Phantom IV, destacando seus encomendadores.

Em julho de 1938 Rolls-Royce teve de publicar na imprensa de automobilismo uma nota negando que o Phantom III seria interrompido em breve. O texto abaixo foi publicado em 19 de Julho de 1938, no Motor: "A empresa gostaria de dissipar o boato de que o Phantom III será removido e substituído por outro modelo de 8 cilindros ou com outro motor."
No entanto, desde 1937, um projeto estava em andamento, os carros de gama racionalizadas, sob a supervisão de W. A. Robotham engenheiro-chefe da divisão de carros, destinada aos vários modelos de Rolls-Royce e Bentley juntos eles compartilharam muitos componentes chassis possível para economizar custos de produção.
Desde a implementação deste plano de racionalização, havia feito vários protótipos. One, criado em 1939, parecia ser o sucessor de que Fantasma III, se o início da guerra não tinha estragado os planos da empresa. Foi o chassis 30-G-VII, uma limousine Rolls-Royce sete assentos carrozada por Park Ward e equipado com a versão de oito cilindros em linha da nova gama racionalizda de motores a gasolina, mais tarde conhecido como a gama B.  Este automovel, germe do Phantom IV,  foi chamado inicialmente Silver Wraith 80 y depois Silver Phantom, aunque pronto se tornou conhecido pelo apelativo da Big Bertha.
Além disso, em 1939, antes do conflito militar, teve também montado um motor de oito cilindros dois Bentley Mark V como parte do programa de testes. A primeira delas sedan dois chassis experimental, 11-B-V bodied Park Ward e dotado de um motor de 6,3 litros reforçada versão de oito cilindros foi oficialmente nomeado Comet, mas sua velocidade e desempenho formidável lhe rendeu o expressivo Gato escaldado apelido. Esta unidade especial jogar posteriormente um papel crucial na decisão de criar o Phantom IV.

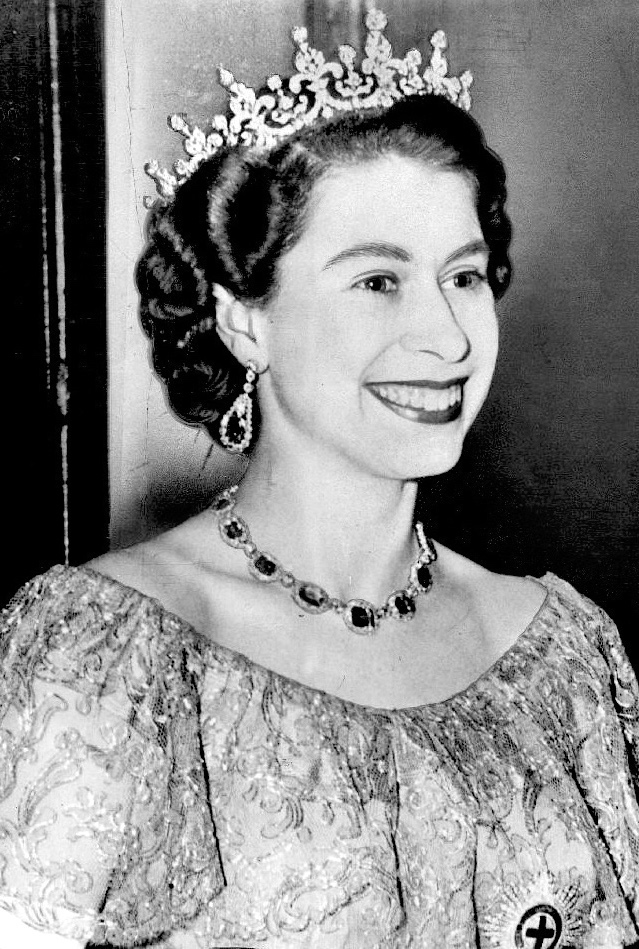
A primeira unidade do Phantom IV foi fabricada sob encomenda da então Isabel, Duquesa de Edimburgo.

De fato, em 1948, o príncipe Philip, duque de Edimburgo, ouviu falar sobre o "gato escaldado" e perguntou se ele poderia tentar. A empresa concordou e emprestou-o por uma semana. Com este veículo experimental viajou grandes distâncias, sendo tão impressionado com ele que ele perguntou se era possível que um chassis semelhante fabicasen a seu pedido e Princesa Isabel. Pouco depois ele liderou a 15 de novembro de 1948 Rolls-Royce recebeu uma encomenda de uma limusine através do carro Mart Ltd., um revendedor oficial da marca. Na primeira, foi pensado para produzir apenas esta única cópia do Phantom IV, que se tornou o primeiro Rolls-Royce da Estável Reais (Royal Mews).
O fabricante, ciente de que Daimler, em seguida, teve a autorização real para abastecer carros de 1900, fez-se a fazer o melhor carro possível com os meios à sua disposição. Os diretores da empresa já tinha pensado em um sucessor para o Phantom III, mas estavam preocupados que um carro grande e caro processo judicial não tem a economia pós-guerra empobrecida. O projeto e fabricação do chassi do novo modelo não foi na fábrica de Crewe, mas em uma fábrica experimental chamado Clã Foundry que a empresa tinha em Belper desde o final de 1939 e tinha sido a sede de sua divisão automotiva durante a Segunda Guerra Mundial mundo.
H. J. Mulliner & Co. foi selecionado para o casal real, de modo que o 20 de julho de 1949 recebeu o chassis 4AF2 para a construção do corpo, o que colocou o nome de código de Nabha, a fim de preservar a identidade do egrégio cliente. O duque de Edimburgo mostrou grande interesse em que, em consulta com o fisiculturista vários detalhes. Uma vez que a unidade em julho de 1950 a entrega foi acompanhada por um anúncio público, informando-a de que o Phantom IV foi "concebido proprietários pedido de Suas Altezas Reais Princesa Elizabeth e do duque de Edimburgo".
Como o carro era para uso privado quando entregues ao casamento e não um veículo oficial do estado, este foi pintado de verde. Posteriormente, tornou-se a limusine carro oficial quando a princesa Elizabeth subiu ao trono em 1952; e, como tal, foi repintado em Borgonha e em cor preta. Atualmente permanece nas cavalariças reais e é ocasionalmente usada pela família real britânica e atos oficiais do Estado, como o casamento do príncipe William e Kate Middleton em 2011 para trazer o príncipe Charles e Camilla de Clarence House para a Abadia Westminster.
Não se sabe quando a decisão de vender este modelo estritamente à realeza e chefes de Estado, ou se alguma vez a empresa estabeleceu este pré-requisito explicitamente adotado. O que sabemos é que concluiu que seria impraticável e prejudicial a outros modelos da marca, tentando produzir mais de três por ano.
Várias fotos de carroceros são preservados, como HJ Mulliner em especial, que nunca se concretizou. Estes projetos foram propostos por Mulliner para certas personalidades como o rei Farouk do Egito, dos marajás de Baroda e Mysore, o piloto Briggs Cunningham ou cantor James Melton. É claro que certos clientes fora do círculo da realeza e chefes de Estado acredita que o carro estará disponível para compra. RR informado sobre como esses clientes a notícia de que não iria fornecer o chassis do Fantasma IV para a construção destes corpos, e fornecer um outro modelo, é aberto a conjectura.
Carros Agan Khan III e do Príncipe Regente do Iraque.
O P. IV foi interrompido em 1956, aí já não era mais considerado necessário porque já tinha vendido alguns Prata Wraith para uso oficial, o modelo mais rentável. Pelo contrário, cada Fantasma IV foi feito à mão por meses, com corpos sob medida para clientes exigentes, por isso nunca deu grandes benefícios. Enquanto ele ajudou a reforçar a imagem de prestígio que a empresa britânica procurado.
As três unidades do Exército

### As três unidades do Exército de Terra (Espanha)
Em 18 de outubro de 1948, Francisco Franco encomendou duas limusines Rolls-Royce conversível e blindados para uso pelo chefe de Estado. O Ministério dos Negócios Estrangeiros britânico sugeriu para a casa que a ordem não deve ser rejeitada, por isso, a empresa optou por fabricar como Fantasma IV, como a pesada armadura tinha sobrecarregado o chassis Prata Wraith produzido então.
O recomendado pela Rolls-Royce para este costume coachbuilder HJ Mulliner foi, cuja armadura padrão provou totalmente inadequada para ser facilmente perfurado por balas durante os testes realizados em Espanha pelos militares. Então Inglés Steel Corporation forneceu uma blindagem alternativa, Bill Allen, os Rolls departamento de design, começou a atirar com um rifle, mas o resultado não foi satisfatório para causar vários buracos. Finalmente, o governo espanhol apresentou amostras de a blindagem desejada, que neste caso se passou em todos os testes que foram submetidos, de forma a Inglés Steel Corporation adaptado suas placas com as especificações exigidas pela Espanha.
Sem querer, Franco com sua ordem triplo, que acrescentou o costume do primeiro Fantasma IV pelo duque de Edimburgo, provavelmente contribuiu para dar um impulso decisivo para a existência do modelo acima, como observado por Martin Bennett, em seu livro "A Rolls-Royce & amp; Bentley: Os Crewe Anos "e Andrew Pastouna em seu artigo" A Serviço de Sua Majestade ", publicado na revista britânica Classic Cars em Setembro de 1990.
Os carros em breve ser entregue ao longo de três anos. As duas limousines 4AF14 e 4AF16 são muito semelhantes, embora o primeiro é de cinco praças eo segundo é seis. A unidade 4AF18 4 lugares é o conversível. Os três carros se destacam por sua bela, corpo simples e elegante com uma maneiras proporcionadas e harmoniosas.
Estas gemas automotivos são propriedade do Exército da Espanha, não do Património Nacional e ainda ocasionalmente usado para a finalidade para a qual foram adquiridos, ou seja, servem como veículos de representação e cerimônias para o chefe de Estado. A unidade 4AF14 é o mais utilizado em visitas oficiais do Estado, enquanto 4AF16 geralmente atribuída ao monarca; usado em atos de importância institucional, tais como a abertura de cada termo na Câmara dos Deputados, a constituição do novo governo, assim como no desfile e os eventos de 12 de Outubro, Dia de Colombo.
As duas limousines a custódia e que os servem e Transportes Empresa Grupo Logística da Guarda Real, enquanto o conversível é exposto nos veículos históricos que vivem e representação da divisão histórica da Guarda Real, ambos localizados Real Sítio de El Pardo.

## Unidades fabricadas
| Chassi | Motor | Proprietário original          | Carroçaria           | Cor de fábrica           | Data de entrega        | Imagem |
| ------ | ----- | ------------------------------ | -------------------- | ------------------------ | ---------------------- | ------ |
| 4AF2   | P1A   | Isabel, Duquesa de Edimburgo   | H. J. Mulliner & Co. | Verde                    | 6 de julho de 1950     |        |
| 4AF4   | P2A   | Rolls-Royce                    | Park Ward            | Cinza                    | 1 de outubro de 1950   |        |
| 4AF6   | P3A   | Mohammad Reza Pahlavi          | H. J. Mulliner & Co. | Cinza                    | 8 de março de 1951     |        |
| 4AF8   | P4A   | Abdullah al-Salim al-Sabah     | H. J. Mulliner & Co. | Bege Azul real           | Julho de 1951          |        |
| 4AF10  | P5A   | Henrique, Duque de Gloucester  | Hooper               | Preto                    | 1 de setembro de 1951  |        |
| 4AF12  | P6A   | Ernest Hives                   | Hooper               | Azul                     | 1 de julho de 1951     |        |
| 4AF14  | P7A   | Generalíssimo Francisco Franco | H. J. Mulliner & Co. | Preto                    | 23 de junho de 1952    |        |
| 4AF16  | P8A   | Generalíssimo Francisco Franco | H. J. Mulliner & Co. | Preto                    | 11 de julho de 1952    |        |
| 4AF18  | P9A   | Generalíssimo Francisco Franco | H. J. Mulliner & Co. | Preto                    | 28 de março de 1952    |        |
| 4AF20  | P10A  | Aga Khan III                   | Hooper               | Verde escuro Verde claro | 6 de abril de 1952     |        |
| 4AF22  | P11A  | Talal Abdulaziz Al-Saud        | Franay               | Verde Caramelo           | Julho de 1952          |        |
| 4BP1   | P1B   | Faiçal II                      | Hooper               | Preto                    | 31 de março de 1953    |        |
| 4BP3   | P2B   | Abdal Ila do Iraque            | Hooper               | Preto Azul-marinho       | 31 de março de 1953    |        |
| 4BP5   | P3B   | Isabel II do Reino Unido       | Hooper               | Vinho Preto              | 1 de maio de 1954      |        |
| 4BP7   | P4B   | Margarida do Reino Unido       | H. J. Mulliner & Co. | Preto                    | 16 de julho de 1954    |        |
| 4CS2   | P1C   | Abdullah al-Salim al-Sabah     | H. J. Mulliner & Co. | Verde                    | Novembro de 1955       |        |
| 4CS4   | P2C   | Abdullah al-Salim al-Sabah     | H. J. Mulliner & Co. | Cobre Prata              | Janeiro de 1956        |        |
| 4CS6   | P3C   | Mohammad Reza Pahlavi          | Hooper               | Preto                    | 11 de dezembro de 1956 |        |